# Juan Gómez Taleb
Juan Ignacio Gómez Taleb, más conocido como Juanito (Reconquista, Argentina, 20 de mayo de 1985 ) es un futbolista de Argentina que actualmente juega como delantero en el Virtus Verona.

## Trayectoria
Empezó a jugar al fútbol en la Escuela de Pumpido y Giusti. Ellos lo llevaron a una prueba en Boca Juniors y quedó. Hizo la novena ahí, estuvo un año y junto con su familia decidieron que no continuara porque su prioridad era el estudio. Después se fue a Arsenal, donde podía entrenarse todos los días sin dejar de lado los estudios. Eso le ayudó a estar bien físicamente. Empezó a estudiar Economía en la UBA y tuvo la chance de probarse en un equipo de la B de Italia. Hizo la prueba y quedó, pero el director deportivo del club le dijo que tenía que ir a hacer experiencia a un club más chico. Así fue como terminó jugando en Ferentino (el club desapareció en 2009).

## Clubes
| Club                    | País   | Año         |
| ----------------------- | ------ | ----------- |
| A.S.D. Ferentino Calcio | Italia | 2004 - 2005 |
| Triestina               | Italia | 2005 - 2006 |
| Bellaria                | Italia | 2006 - 2008 |
| Hellas Verona           | Italia | 2008 - 2010 |
| Gubbio                  | Italia | 2010 - 2011 |
| Hellas Verona           | Italia | 2011 - 2017 |
| US Cremonese            | Italia | 2017 - 2018 |
| Sicula Leonzio          | Italia | 2018 - 2019 |
| Gubbio                  | Italia | 2019 - 2021 |
| Virtus Verona           | Italia | 2022 -      |

## Palmarés

### Campeonatos nacionales
| Título                   | Club   | País   | Año  |
| ------------------------ | ------ | ------ | ---- |
| Lega Pro Prima Divisione | Gubbio | Italia | 2011 |